# Pulau Bidong
Pulau Bidong là một đảo xa bờ thuộc quận Kuala Nerus, bang Terengganu, Malaysia, có diện tích 203 mẫu Anh (0,82 kilômét vuông), nhưng chỉ có 12 mẫu Anh (0,049 kilômét vuông), tương đương 6% diện tích đảo là đất bằng. Đảo này cách đường bờ biển Terengganu khoảng 35 kilômét, lân cận cũng có đảo Redang, có thể từ bến tàu Merang thuộc quận Setiu ngồi tàu khoảng 30 phút thì đến đảo. Đảo Bidong từng được dùng để làm trại tị nạn trong khoảng thời gian từ năm 1978 đến năm 2005, thời kì đỉnh điểm cao nhất từng thu dung đến 40.000 thuyền nhân Việt Nam. Khoảng thời gian trại tị nạn mở cửa, có tổng cộng khoảng 250.000 người tị nạn cư trú trong trại. Đại đa số thuyền nhân đình lưu vài tháng hoặc lâu hơn tại Bidong, sau đó được tái định cư ở nước thứ ba, nhất là Hoa Kỳ.
Một số tài liệu người Việt hải ngoại gọi là Đảo Rắn.

## Lịch sử
Ngày 30 tháng 4 năm 1975, cuộc Chiến tranh Việt Nam đã thật sự chấm dứt với đợt di tản của toà đại sứ Hoa Kỳ và Sài Gòn rơi vào tay của quân đội Bắc Việt.  Hàng triệu dân tỵ nạn Việt Nam vì nguyên do không muốn sống với chính quyền cộng sản thống trị nên rời bỏ Việt Nam. Vào tháng 5 năm 1975, chiếc ghe đầu tiên với 47 người tỵ nạn cập bến Mã Lai từ Việt Nam. Họ được gọi là boat people (thuyền nhân). Tuy nhiên, số thuyền nhân tỵ nạn từ Việt Nam vẫn còn rất ít cho đến năm 1978. Năm 1978, Chính phủ Trung ương Malaysia vì mục đích ứng phó số lượng lớn dòng người tỵ nạn Việt Nam dồn dập đổ về, nên quyết nghị cho Chính phủ bang Terengganu thuê đảo Bidong làm trại tỵ nạn, đồng thời cấm chỉ người ngoài và ngư dân tiến vào chung quanh hòn đảo, dân tỵ nạn Việt Nam cư trú trên đảo chỉ có thể rời đi sau khi giành được sự thu dung của nước thứ ba. Cao uỷ Liên Hợp Quốc về người tỵ nạn lúc đó cũng tiêu hao 180 triệu đô la Mỹ, khởi công xây dựng các hạng mục thiết bị phần cứng ở trên đảo, trong đó bao gồm nhà phát điện, trường học, cửa hàng, trung tâm huấn luyện kỹ năng,... Tuy nhiên, số người đến đảo về sau không ngừng gia tăng, khiến cho hòn đảo chỉ có khả năng tiếp nhận vài nghìn người tỵ nạn, thời cao điểm có ít nhất 40.000 người lưu trú. Họ chặt cây trên đảo để dựng thành nhà gỗ, điều kiện vệ sinh nơi đây không đủ, nước uống thiếu thốn, thiết bị y tế thô sơ, thậm chí không ít người mắc phải bệnh truyền nhiễm. Trong môi trường xấu kém, thuyền nhân dựa vào vật liệu đơn giản xây dựng mô hình "nhà + vườn" tại nơi đây, đồng thời kiên nhẫn chờ đợi sự thu dụng của nước thứ ba như Hoa Kỳ, Canada, Úc và Pháp. Mãi đến trước khi trại tỵ nạn đóng cửa vào năm 1991, đảo Bidong đã từng tiếp nhận hơn 250.000 người tị nạn.
Ngày 30 tháng 10 năm 1991, trại tỵ nạn Việt Nam trên đảo Bidong đóng cửa, Chính phủ Trung ương Malaysia cho hồi hương người tỵ nạn về Việt Nam. Ngày 30 tháng 11 năm 1991, đảo Bidong cuối cùng đóng cửa sử dụng, phó thủ tướng đương nhiệm lúc bấy giờ là ông Abdul Ghafar Baba (en) đại biểu chính phủ trung ương đem đảo này trao trả cho Chính phủ bang Terengganu. Mãi đến 28 tháng 8 năm 2005, Chính phủ Trung ương Malaysia mới cho hồi hương tốp người tỵ nạn cuối cùng về Việt Nam, có tổng cộng 9.000 người. Người tỵ nạn Việt Nam phản kháng mãnh liệt hành vi cưỡng chế hồi hương của Chính phủ Trung ương Malaysia. Sau này, đảo Bidong được liệt vào hòn đảo cần được bảo vệ, đảo Bidong không có bất kỳ nhà ở và phòng ăn thương mại hoá nào, vẫn còn lưu giữ diện mạo nguyên thuỷ.
Sau khi thuyền nhân Việt Nam rời đi, đảo Bidong đã thiết lập trạm nghiên cứu hải dương thuộc Đại học Terengganu Malaysia (UMT). Trạm này có khu sinh hoạt và phòng thí nghiệm cho học sinh và nghiên cứu viên nghiên cứu hệ thống sinh thái hải dương. Năm 2003, chính phủ bang đã xây dựng bến tàu mới ở đảo này, đồng thời tiến hành tu bổ cho hai cơ sở tôn giáo trên đảo, tuy nhiên rất nhiều cơ sở và thiết bị đều đã cũ nát không chịu được. Tháng 8 cùng năm, 36 thuyền nhân Việt Nam quốc tịch Úc trở lại đảo và 10 vị pháp sư cũng cử hành pháp sự siêu độ vong linh tại chùa Từ Bi trên đảo.
Tháng 10 năm 2016, Phó chủ tịch Uỷ ban Du lịch và Văn hoá Terengganu đương nhiệm lúc bấy giờ là ông Tengku Zaihan tuyên bố, chính phủ bang quyết định mở cửa đảo Bidong thành khu du lịch từ năm 2017 thể theo yêu cầu của nhiều du khách, để cho công chúng tham quan. Tuy nhiên du khách cần phải tuân thủ hướng dẫn du lịch do cơ quan thẩm quyền chế định và hạn chế số người trên đảo, để bảo đảm môi trường sinh thái của hòn đảo được bảo vệ, xây dựng cơ sở vật chất cơ bản nhằm tạo sự thuận tiện cho du khách. Chính phủ bang có kế hoạch hợp tác với cơ quan của viện bảo tàng Terengganu đem di tích của thuyền nhân Việt Nam xây dựng thành danh lam thắng cảnh mới trên đảo.

## Phong cảnh

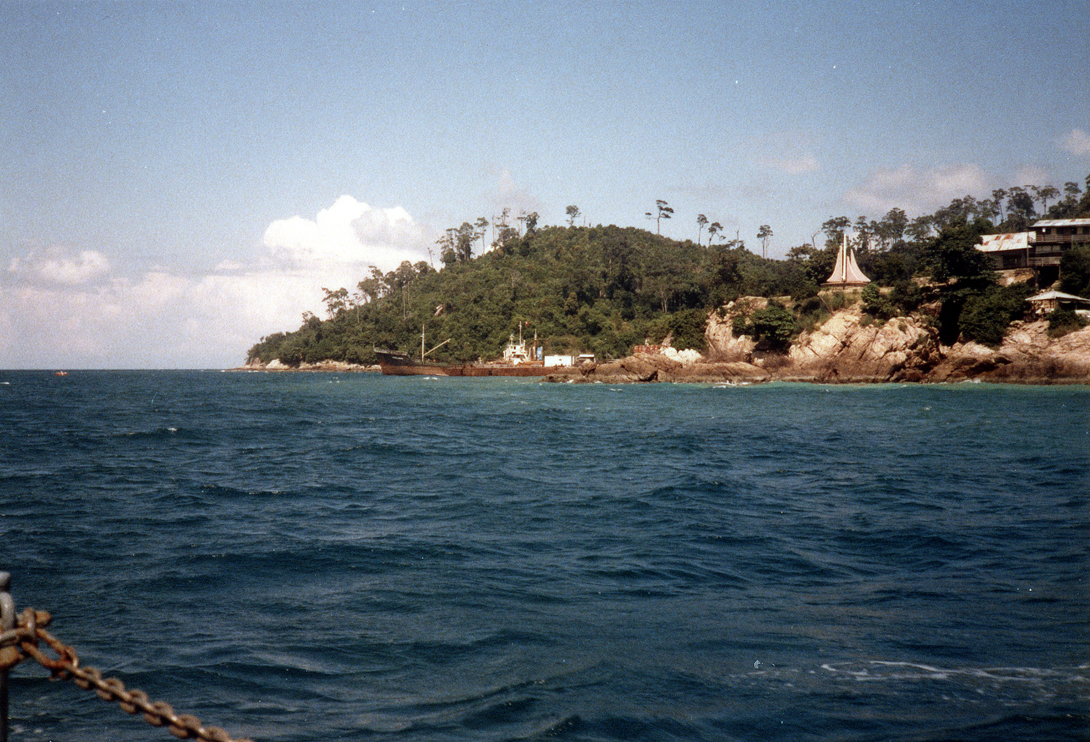
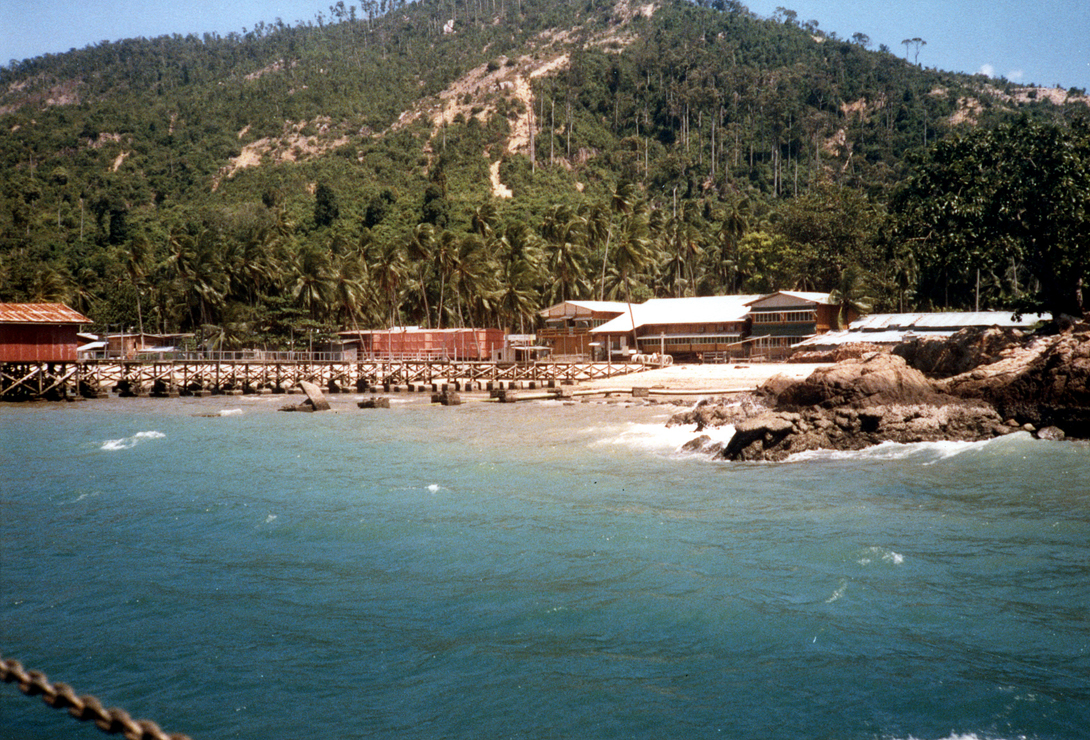
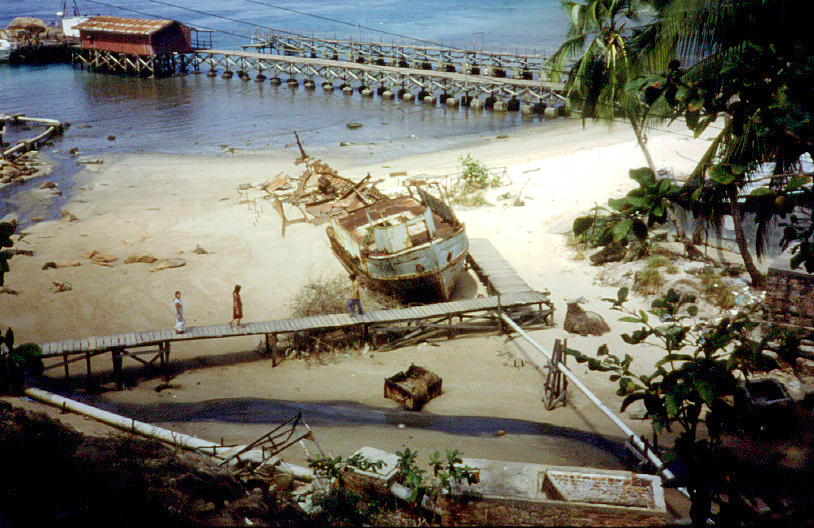
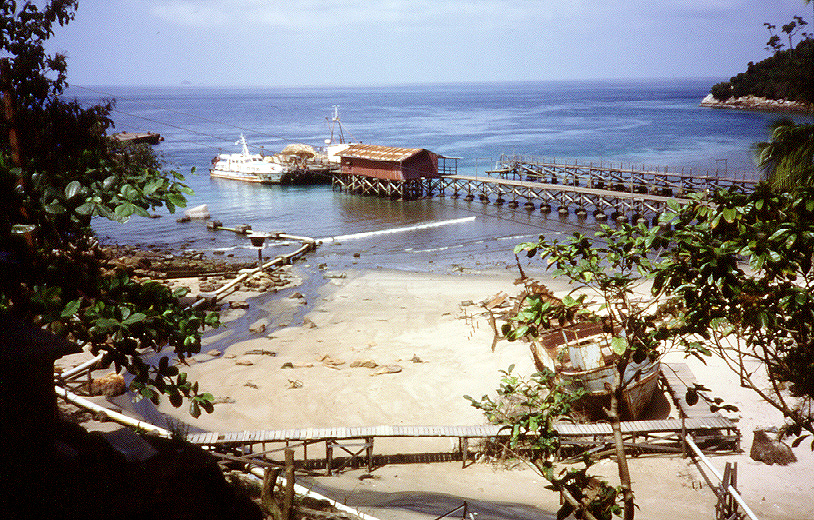
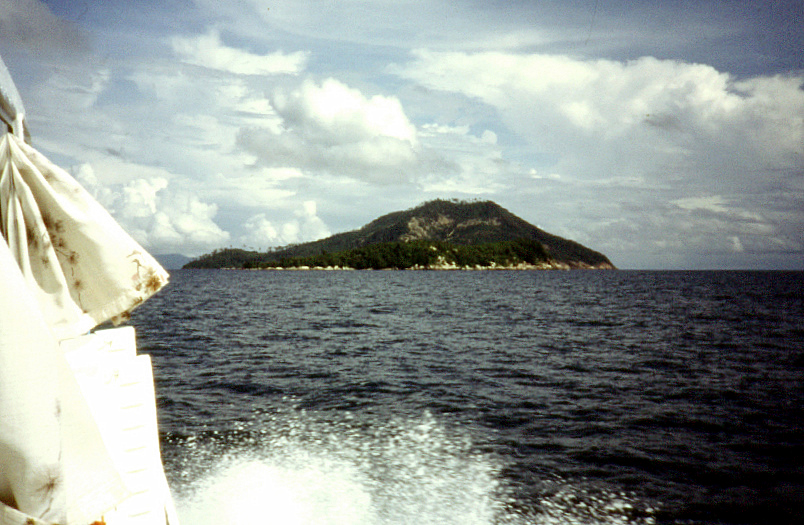